# Fussball Club Vaduz 2018-2019
Questa voce raccoglie le informazioni riguardanti il Fussball Club Vaduz nelle competizioni ufficiali della stagione 2018-2019.

## Stagione
Nella stagione 2018-2019 il Vaduz, allenato da Roland Vrabec e Mario Frick, concluse il campionato di Challenge League al 6º posto. Nella Coppa del Liechtenstein il Vaduz vinse la finale con il Ruggell. In Europa League il Vaduz fu eliminato al secondo turno dal Žalgiris.

## Rosa
| N. |                          | Ruolo | Calciatore         |
| -- | ------------------------ | ----- | ------------------ |
| 1  | Svizzera (bandiera)      | P     | Andreas Hirzel     |
| 2  | Svizzera (bandiera)      | D     | Sadik Vitija       |
| 3  | Liechtenstein (bandiera) | D     | Manuel Mikus       |
| 5  | Svizzera (bandiera)      | D     | Berkay Sülüngöz    |
| 7  | Austria (bandiera)       | C     | Christopher Drazan |
| 8  | Svizzera (bandiera)      | C     | Gabriel Lüchinger  |
| 9  | Svizzera (bandiera)      | A     | Boris Babić        |
| 10 | Francia (bandiera)       | A     | Mohamed Coulibaly  |
| 11 | Svizzera (bandiera)      | A     | Igor Tadić         |
| 12 | Svizzera (bandiera)      | D     | Gianni Antoniazzi  |
| 13 | Croazia (bandiera)       | D     | Tomislav Puljić    |
| 14 | Serbia (bandiera)        | C     | Milan Gajić        |
| 15 | Liechtenstein (bandiera) | P     | Justin Ospelt      |
| 16 | Liechtenstein (bandiera) | C     | Aron Sele          |
| 18 | Austria (bandiera)       | A     | Manuel Sutter      |

| N. |                          | Ruolo | Calciatore             |
| -- | ------------------------ | ----- | ---------------------- |
| 19 | Svizzera (bandiera)      | D     | Nils von Niederhäusern |
| 20 | Benin (bandiera)         | C     | Jodel Dossou           |
| 22 | Liechtenstein (bandiera) | P     | Benjamin Büchel        |
| 23 | Liechtenstein (bandiera) | C     | Sandro Wieser          |
| 24 | Svizzera (bandiera)      | C     | Maurice Brunner        |
| 25 | Liechtenstein (bandiera) | A     | Noah Frick             |
| 26 | Liechtenstein (bandiera) | A     | Ferhat Saglam          |
| 27 | Svizzera (bandiera)      | C     | Philipp Muntwiler      |
| 28 | Austria (bandiera)       | C     | Boris Prokopič         |
| 29 | Svizzera (bandiera)      | D     | Mario Bühler           |
| 33 | Liechtenstein (bandiera) | D     | Maximilian Göppel      |
| 34 | Romania (bandiera)       | D     | Giovanny Popescu       |
| 34 | Svizzera (bandiera)      | C     | Yago Gomes             |
| 44 | Svizzera (bandiera)      | P     | David Weber            |

## Organigramma societario
Area tecnica
- Allenatore: Mario Frick
- Allenatore in seconda: Roman Matter
- Preparatore dei portieri: Sebastian Selke
- Preparatori atletici: Christian Kolodziej

## Calciomercato

### Sessione estiva
| Acquisti | Acquisti           | Acquisti               | Acquisti |
| R.       | Nome               | da                     | Modalità |
| -------- | ------------------ | ---------------------- | -------- |
| A        | Noah Blasucci      | San Gallo              |          |
| D        | Sadik Vitija       | Grasshoppers           |          |
| C        | Gabriel Lüchinger  | Ried                   |          |
| P        | Benjamin Büchel    | Thalwil                |          |
| C        | Jodel Dossou       | Austria Lustenau       |          |
| C        | Christopher Drazan | Austria Lustenau       |          |
| A        | Noah Frick         | Schaan U19             |          |
| P        | Andreas Hirzel     | Amburgo                |          |
| A        | Ferhat Saglam      | Team Liechtenstein U18 |          |
| C        | Aron Sele          | Balzers                |          |
| D        | Berkay Sülüngöz    | Rapperswil-Jona        |          |
| A        | Igor Tadić         | Wohlen                 |          |
| C        | Sandro Wieser      | Roeselare              |          |

| Cessioni | Cessioni          | Cessioni        | Cessioni |
| R.       | Nome              | a               | Modalità |
| -------- | ----------------- | --------------- | -------- |
| A        | Marko Dević       | Sabah           |          |
| C        | Diego Ciccone     | Rapperswil-Jona |          |
| C        | Nicolas Jüllich   | Sonnenhof G.    |          |
| C        | Robin Kamber      | Grasshoppers    |          |
| P        | Armando Majer     | Eschen/Mauren   |          |
| D        | Marvin Pfründer   | Köniz           |          |
| D        | Enrico Schirinzi  | Breitenrain     |          |
| P        | Benjamin Siegrist | Dundee Utd      |          |

### Sessione invernale
| Acquisti | Acquisti          | Acquisti                   | Acquisti |
| R.       | Nome              | da                         | Modalità |
| -------- | ----------------- | -------------------------- | -------- |
| D        | Gianni Antoniazzi | Zurigo II                  |          |
| C        | Boris Prokopič    | Template:Calcio SCR Altach |          |
| A        | Manuel Sutter     | Winterthur                 |          |

| Cessioni | Cessioni      | Cessioni | Cessioni |
| R.       | Nome          | a        | Modalità |
| -------- | ------------- | -------- | -------- |
| A        | Noah Blasucci | Sion     |          |

## Risultati

### Challenge League

#### Prima fase, girone di andata
| Arbitro: | Gut |

|               |           |                                            |
| Josipovic 20’ | Marcatori | 17’ Gajić 62’ Wieser 76’ von Niederhäusern |

| Arbitro: | Fähndrich |

|                  |           |                     |
| Gajić 58’ (rig.) | Marcatori | 9’ Loosli 68’ Gétaz |

| Arbitro: | Horisberger |

|                                           |           |               |
| Castroman 14’, 45’ Barry 19’ Pugliese 86’ | Marcatori | 67’ Coulibaly |

| Arbitro: | Erlachner |

|           |           |  |
| Tadić 70’ | Marcatori |  |

| Arbitro: | Jancevski |

|                         |           |           |
| Turkeš 21’ Kllokoqi 56’ | Marcatori | 71’ Tadić |

| Arbitro: | Wolfensberger |

|                     |           |                            |
| Gajić 35’ Tadić 58’ | Marcatori | 49’ Seferagic 61’ Siegrist |

| Arbitro: | Bieri |

|  |           |           |
|  | Marcatori | 75’ Alves |

| Wil 26 settembre 2018, ore 20:00 CEST 8ª giornata | Wil     | 0 – 0 referto | Vaduz | IGP Arena (1 080 spett.)\| Arbitro: \| Piccolo \| |
| Arbitro:                                          | Piccolo |               |       |                                                   |

| Arbitro: | Dudic |

|                          |           |           |
| Wieser 35’ Coulibaly 71’ | Marcatori | 59’ Tasar |

#### Prima fase, girone di ritorno
| Arbitro: | Dudic |

|                                   |           |                                 |
| Seferagic 39’ Siegrist 54’ (rig.) | Marcatori | 61’ (rig.) Lüchinger 87’ Saglam |

| Arbitro: | Piccolo |

|                      |           |           |
| Callà 23’ Seferi 34’ | Marcatori | 58’ Tadić |

| Arbitro: | Schärli |

|                                    |           |                              |
| Muntwiler 30’, 60’ Dossou 61’, 63’ | Marcatori | 18’ Alessandrini 39’ Batista |

| Arbitro: | Wolfensberger |

|            |           |                       |
| Zeqiri 79’ | Marcatori | 13’ Wieser 39’ Dossou |

| Arbitro: | Schärli |

|  |           |                              |
|  | Marcatori | 8’ Havenaar 41’ Breitenmoser |

| Arbitro: | Horisberger |

|                                        |           |           |
| Schalk 57’, 82’ Severin 73’ Chagas 90’ | Marcatori | 66’ Tadić |

| Arbitro: | Jancevski |

|                                   |           |                                      |
| Muntwiler 6’ Gajić 65’ Dossou 79’ | Marcatori | 30’ Shabani 38’ Rexhepi 90’ Kllokoqi |

| Arbitro: | Piccolo |

|                                              |           |                  |
| Karanović 11’ (rig.) Schneuwly 16’ Mišić 89’ | Marcatori | 67’ (rig.) Gajić |

| Arbitro: | Dudic |

|              |           |                |
| Sülüngöz 13’ | Marcatori | 48’ Tranquilli |

#### Seconda fase, girone di andata
| Arbitro: | Fähndrich |

|                       |           |  |
| Sauthier 23’ Duah 85’ | Marcatori |  |

| Arbitro: | Schärer |

|                     |           |                           |
| Tadić 49’ Gajić 66’ | Marcatori | 39’ Kukuruzović 90’ Silva |

| Arbitro: | Piccolo |

|                                |           |  |
| Callà 17’ Alves 28’ Radice 78’ | Marcatori |  |

| Arbitro: | Schnyder |

|                          |           |  |
| Dossou 19’ Muntwiler 90’ | Marcatori |  |

| Arbitro: | Dudic |

|              |           |           |
| Pugliese 54’ | Marcatori | 78’ Tadić |

| Arbitro: | Gianforte |

|                  |           |  |
| Gajić 66’ (rig.) | Marcatori |  |

| Arbitro: | Staubli |

|                                |           |               |
| Göppel 62’ (aut.) Siegrist 87’ | Marcatori | 78’ Muntwiler |

| Arbitro: | Wolfensberger |

|                             |           |                         |
| Gajić 8’, 84’ Muntwiler 90’ | Marcatori | 27’ Kllokoqi 34’ Simani |

| Arbitro: | Hänni |

|            |           |            |
| Sutter 50’ | Marcatori | 59’ Audino |

#### Seconda fase, girone di ritorno
| Arbitro: | Piccolo |

|                              |           |  |
| Tasar 64’, 81’ Karanović 90’ | Marcatori |  |

| Arbitro: | Wolfensberger |

|                                |           |                             |
| Sele 15’ Sutter 51’ Dossou 55’ | Marcatori | 35’ Dzonlagic 60’ Mijatovic |

| Arbitro: | Jancevski |

|                                                 |           |            |
| Sarr 10’ Turkeš 19’ Pasquarelli 54’ Shabani 71’ | Marcatori | 62’ Bühler |

| Arbitro: | Turkeš |

|  |           |                               |
|  | Marcatori | 69’ Del Toro 90’ (rig.) Çiçek |

| Arbitro: | Cibelli |

|               |           |                       |
| Josipovic 57’ | Marcatori | 71’ Bühler 76’ Dossou |

| Arbitro: | Shammari |

|            |           |  |
| Sutter 31’ | Marcatori |  |

| Arbitro: | Staubli |

|                |           |                   |
| Cortelezzi 45’ | Marcatori | 74’ (rig.) Dossou |

| Arbitro: | Turkeš |

|           |           |                                                |
| Tadić 48’ | Marcatori | 5’, 55’ Koné 37’ Chagas 59’ Follonier 82’ Duah |

| Arbitro: | Hänni |

|                                                           |           |                         |
| Zeqiri 4’ (rig.), 20’, 33’ N'Ganga 7’ Ndoye 27’ Buess 69’ | Marcatori | 14’ Dossou 75’ Sülüngöz |

### Coppa del Liechtenstein
| 7 novembre 2018, ore 20:00 CET Quarti di finale | Balzers | 1 – 2 | Vaduz |  |

| 9 aprile 2019, ore 20:00 CEST Semifinale | Eschen/Mauren | 0 – 1 | Vaduz |  |

| Arbitro: | Dudić |

|                                       |           |                                |
| Wieser 36’ Coulibaly 52’ Sülüngöz 77’ | Marcatori | 45’ Kollmann 86’ (rig.) Zeciri |

### Europa League
| Arbitro: | Jović |

|               |           |  |
| Coulibaly 14’ | Marcatori |  |

| Arbitro: | Harvey |

|                               |           |                         |
| Buș 35’ Belaïd 53’ Cabral 85’ | Marcatori | 25’ Coulibaly 54’ Tadić |

| Arbitro: | II. |

|           |           |  |
| Antal 86’ | Marcatori |  |

| Arbitro: | Papapetrou |

|            |           |              |
| Dossou 34’ | Marcatori | 66’ Šimkovič |

## Statistiche

### Statistiche di squadra
| Competizione            | Punti | In casa | In casa | In casa | In casa | In casa | In casa | In trasferta | In trasferta | In trasferta | In trasferta | In trasferta | In trasferta | Totale | Totale | Totale | Totale | Totale | Totale | DR  |
| Competizione            | Punti | G       | V       | N       | P       | Gf      | Gs      | G            | V            | N            | P            | Gf           | Gs           | G      | V      | N      | P      | Gf     | Gs     | DR  |
| ----------------------- | ----- | ------- | ------- | ------- | ------- | ------- | ------- | ------------ | ------------ | ------------ | ------------ | ------------ | ------------ | ------ | ------ | ------ | ------ | ------ | ------ | --- |
| Challenge League        | 42    | 18      | 8       | 5       | 5       | 28      | 28      | 18           | 3            | 4            | 11           | 20           | 42           | 36     | 11     | 9      | 16     | 48     | 70     | -22 |
| Coppa del Liechtenstein | -     | 0       | 0       | 0       | 0       | 0       | 0       | 2            | 2            | 0            | 0            | 3            | 1            | 2      | 2      | 0      | 0      | 3      | 1      | +2  |
| Europa League           | -     | 2       | 1       | 1       | 0       | 2       | 1       | 2            | 0            | 0            | 2            | 2            | 4            | 4      | 1      | 1      | 2      | 4      | 5      | -1  |
| Totale                  | 42    | 20      | 9       | 6       | 5       | 30      | 29      | 22           | 5            | 4            | 13           | 25           | 47           | 42     | 14     | 10     | 18     | 55     | 76     | -21 |

### Andamento in campionato
| Giornata  | 1 | 2 | 3 | 4 | 5 | 6 | 7 | 8 | 9 | 10 | 11 | 12 | 13 | 14 | 15 | 16 | 17 | 18 | 19 | 20 | 21 | 22 | 23 | 24 | 25 | 26 | 27 | 28 | 29 | 30 | 31 | 32 | 33 | 34 | 35 | 36 |
| --------- | - | - | - | - | - | - | - | - | - | -- | -- | -- | -- | -- | -- | -- | -- | -- | -- | -- | -- | -- | -- | -- | -- | -- | -- | -- | -- | -- | -- | -- | -- | -- | -- | -- |
| Luogo     | T | C | T | C | T | C | C | T | C | T  | T  | C  | T  | C  | T  | C  | T  | C  | T  | C  | T  | C  | T  | C  | T  | C  | C  | T  | C  | T  | C  | T  | C  | T  | C  | T  |
| Risultato | V | P | P | V | P | N | P | N | V | N  | P  | V  | V  | P  | P  | N  | P  | N  | P  | N  | P  | V  | N  | V  | P  | V  | N  | P  | V  | P  | P  | V  | V  | N  | P  | P  |
| Posizione | 2 | 4 | 8 | 7 | 8 | 8 | 8 | 8 | 7 | 7  | 8  | 7  | 5  | 6  | 6  | 6  | 7  | 7  | 7  | 7  | 8  | 7  | 7  | 6  | 7  | 7  | 7  | 7  | 6  | 6  | 7  | 6  | 6  | 6  | 6  | 6  |

Legenda:

Luogo: C = Casa; T = Trasferta. Risultato: V = Vittoria; N = Pareggio; P = Sconfitta.

### Statistiche dei giocatori
| Giocatore            | Challenge League | Challenge League | Challenge League | Challenge League | Coppa UEFA | Coppa UEFA | Coppa UEFA  | Coppa UEFA | Totale   | Totale | Totale      | Totale     |
| Giocatore            | Presenze         | Reti             | Ammonizioni      | Espulsioni       | Presenze   | Reti       | Ammonizioni | Espulsioni | Presenze | Reti   | Ammonizioni | Espulsioni |
| -------------------- | ---------------- | ---------------- | ---------------- | ---------------- | ---------- | ---------- | ----------- | ---------- | -------- | ------ | ----------- | ---------- |
| G. Antoniazzi        | 14               | 0                | 2                | 0                | 0          | 0          | 0           | 0          | 14       | 0      | 2           | 0          |
| B. Babić             | 17               | 0                | 2                | 0                | 3          | 0          | 0           | 0          | 20       | 0      | 2           | 0          |
| N. Blasucci          | 4                | 0                | 1                | 0                | 1          | 0          | 0           | 0          | 5        | 0      | 1           | 0          |
| M. Brunner           | 30               | 0                | 3                | 0                | 4          | 0          | 0           | 0          | 34       | 0      | 3           | 0          |
| B. Büchel            | 10               | 0                | 0                | 0                | 0          | 0          | 0           | 0          | 10       | 0      | 0           | 0          |
| M. Bühler            | 17               | 2                | 0                | 0                | 2          | 0          | 0           | 0          | 19       | 2      | 0           | 0          |
| C. Chevalley         | 0                | 0                | 0                | 0                | 0          | 0          | 0           | 0          | 0        | 0      | 0           | 0          |
| M. Coulibaly         | 31               | 2                | 2                | 0                | 4          | 2          | 0           | 0          | 35       | 4      | 2           | 0          |
| J. Dossou            | 35               | 9                | 3                | 0                | 4          | 1          | 0           | 0          | 39       | 10     | 3           | 0          |
| C. Drazan            | 9                | 0                | 1                | 0                | 4          | 0          | 0           | 0          | 13       | 0      | 1           | 0          |
| N. Frick             | 13               | 0                | 1                | 0                | 0          | 0          | 0           | 0          | 13       | 0      | 1           | 0          |
| M. Gajić             | 30               | 9                | 2                | 1                | 3          | 0          | 0           | 0          | 33       | 9      | 2           | 1          |
| Y. Gomes             | 1                | 0                | 0                | 0                | 0          | 0          | 0           | 0          | 1        | 0      | 0           | 0          |
| M. Göppel            | 32               | 0                | 2                | 0                | 4          | 0          | 1           | 0          | 36       | 0      | 3           | 0          |
| A. Hirzel            | 24               | 0                | 0                | 1                | 4          | 0          | 0           | 0          | 28       | 0      | 0           | 1          |
| G. Lüchinger         | 25               | 1                | 4                | 0                | 3          | 0          | 2           | 0          | 28       | 1      | 6           | 0          |
| M. Mathys            | 15               | 0                | 5                | 0                | 4          | 0          | 1           | 0          | 19       | 0      | 6           | 0          |
| M. Mikus             | 0                | 0                | 0                | 0                | 0          | 0          | 0           | 0          | 0        | 0      | 0           | 0          |
| P. Muntwiler         | 33               | 6                | 7                | 1                | 4          | 0          | 0           | 0          | 37       | 6      | 7           | 1          |
| J. Ospelt            | 4                | 0                | 0                | 0                | 0          | 0          | 0           | 0          | 4        | 0      | 0           | 0          |
| G. Popescu           | 1                | 0                | 0                | 1                | 0          | 0          | 0           | 0          | 1        | 0      | 0           | 1          |
| B. Prokopič          | 11               | 0                | 4                | 0                | 0          | 0          | 0           | 0          | 11       | 0      | 4           | 0          |
| T. Puljić            | 12               | 0                | 2                | 0                | 0          | 0          | 0           | 0          | 12       | 0      | 2           | 0          |
| F. Saglam            | 5                | 1                | 0                | 0                | 0          | 0          | 0           | 0          | 5        | 1      | 0           | 0          |
| A. Sele              | 14               | 1                | 3                | 0                | 0          | 0          | 0           | 0          | 14       | 1      | 3           | 0          |
| M. Sutter            | 17               | 3                | 3                | 0                | 0          | 0          | 0           | 0          | 17       | 3      | 3           | 0          |
| B. Sülüngöz          | 16               | 2                | 1                | 1                | 0          | 0          | 0           | 0          | 16       | 2      | 1           | 1          |
| I. Tadić             | 30               | 8                | 2                | 0                | 4          | 1          | 1           | 0          | 34       | 9      | 3           | 0          |
| S. Vitija            | 23               | 0                | 2                | 0                | 2          | 0          | 0           | 0          | 25       | 0      | 2           | 0          |
| D. Weber             | 0                | 0                | 0                | 0                | 0          | 0          | 0           | 0          | 0        | 0      | 0           | 0          |
| S. Wieser            | 29               | 3                | 10               | 0                | 4          | 0          | 1           | 0          | 33       | 3      | 11          | 0          |
| N. von Niederhäusern | 28               | 1                | 8                | 0                | 2          | 0          | 2           | 0          | 30       | 1      | 10          | 0          |